# Nobilitazione grafica
Si intende per nobilitazione grafica dello stampato una qualsivoglia procedura atta alla sua trasformazione qualitativa. In ambito di stampa e packaging, la nobilitazione si riferisce a varie tecniche che aggiungono effetti speciali al materiale o al design. Si considerano nobilitazioni grafiche le varie tecniche di stampa usate per aggiungere un effetto metallico, un effetto laccato o un effetto tridimensionale.

## Descrizione
Vi sono 5  tecniche di nobilitazione principali, alcune delle quali consolidate da decenni (plastificazione lucida e opaca e verniciatura), altre più innovative e moderne (stampa a caldo e goffratura e termografia). Nel campo grafico si è verificata una dicotomia accentuata fra valore prodotto nei settori maturi (decrescente per unità di volume) e plusvalore da servizi avanzati (ad alta dematerializzazione).
Servizi altamente specializzati e ad alto valore aggiunto quali la goffratura (rilievo), la fustellatura (taglio), la termografia o il termorilievo (rilievo chimico), la labbratura (imitazione della foglia oro) e la stampa con lamina a caldo hanno fruito di una rivalutazione progressiva e di crescita dei volumi di affari. A partire dal 2020 e fino a fine 2021, a causa dell'aumento dei prezzi dell'energia, i costi della carta e delle altre materie prime ha subito un notevole aumento dei prezzi, fino al 138% in sei mesi da ottobre 2020 a maggio 2021.